# Rico Rodriguez II
Rico Rodriguez II (College Station, Texas, 31 juli 1998) is een Amerikaanse acteur die vooral bekend is van zijn rol als Manny Delgado in de ABC-reeks Modern Family.
Rico is de jongere broer van actrice Raini Rodriguez.

## Filmografie

### Film
- 2007: Epic Movie – Chanchito
- 2007: Parker – Kind
- 2008: Babysitters Beware - Marco
- 2009 Opposite Day - Kid Janitor
- 2011 The Muppets - Cameo

### Televisie
- 2006-2007: Jimmy Kimmel Live! – De jonge Guillermo / Kind (2 afleveringen)
- 2007: ER – James (1 aflevering)
- 2007: 'Til Death – Kind (1 aflevering)
- 2007: Cory in the House – Rico (2 afleveringen)
- 2007: iCarly – Job Player (1 aflevering)
- 2007: Nip/Tuck – Kind (1 aflevering)
- 2008: My Name Is Earl – Kind (1 aflevering)
- 2009: NCIS – Travis Buckley (1 aflevering)
- 2009-2020: Modern Family – Manny Delgado (250 afleveringen)
- 2011: The 3 Minute Talk Show – Gastrol
- 2011: Sesame Street - zichzelf
- 2011: Good Luck Charlie – Leo (1 aflevering)
- 2024: Bunk'd - Baxter Barca

- International Standard Name Identifier: 0000 0001 1983 1400
- Library of Congress Control Number: no2011067820
- Nationale bibliotheek van Australië: 55704307
- Trove: 1625129
- Virtual International Authority File: 170820904
- WorldCat: E39PBJmtvWCyCHMxTq3q8MXGHC